# ورتینتز
ورتینتز (به اسپانیایی: Vertientes) یک منطقهٔ مسکونی در کوبا است که در استان کاماگوئی واقع شده‌است. ورتینتز ۲٬۰۰۵ کیلومتر مربع مساحت و ۵۳٬۲۹۹ نفر جمعیت دارد و ۷۰ متر بالاتر از سطح دریا واقع شده‌است.